# Egilsstaðir
Egilsstaðir – miasto we wschodniej Islandii, w gminie Múlaþing (do 2020 roku w gminie Fljótsdalshérað), w regionie Austurland. Stanowi główną miejscowość we wschodniej części wyspy - na początku 2021 zamieszkiwało je 2552 osób. Miejscowość położona jest na wschodnim brzegu jeziora Lagarfljót. Na jego drugim brzegu położona jest miejscowość Fellabær. Zostało założone pod koniec XIX w. Prawa miejskie otrzymało w 1947 roku.
W Egilsstaðir rozwinięte jest rolnictwo, przemysł, turystyka oraz bardzo dobrze sieć handlowa. Funkcjonują liczne szkoły m.in. szkoła podstawowa, średnia, wyższa, muzyczna i pielęgniarska. Infrastruktura sportowa jest dobrze rozbudowana (duży basen, pole golfowe i inne obiekty). Kulturalne życie w mieście reprezentowane jest przez klub jazzowy, teatralny, studio operowe, miejski chór oraz muzeum. Miasto stanowi usługowe i komunikacyjne centrum wschodniej części Islandii. Rozwinięty jest transport autobusowy a także znajduje się lotnisko obsługujące loty krajowe i będące lotniskiem zastępczym dla lotów zagranicznych.
Pod względem turystycznym miasto ma rozwiniętą bazę noclegową: funkcjonuje hotel o wysokiej klasie, domki letniskowe oraz dostępna jest agroturystyka. Dużą atrakcją jest jezioro Lagarfljót, którego wody, poprzez rzekę Lagarfljót wpadają do szerokiej zatoki Héraðsflói. Legenda głosi że w jeziorze Lögurinn żyje potwór, siostra słynnego potwora z Loch Ness. W wielu rzekach w okolicy można łowić ryby, łososie i pstrągi. Dlatego też Egilsstaðir często odwiedzane jest przez turystów.
Ponadto w Egilsstaðir warto zobaczyć szary górujący nad miastem kościół oraz Muzeum Minjasafb Austurlands, w którym znajdują się zbiory dotyczące historii Fiordów Wschodnich od czasów osadnictwa po dziś dzień.